# Zagreb
Zagreb je glavni grad Republike Hrvatske i najveći grad u Hrvatskoj po broju stanovnika. Grad Zagreb je kao glavni grad Hrvatske posebna teritorijalna, upravna i samoupravna jedinica. Šire područje grada okuplja više od milijun stanovnika. Povijesno gledajući, grad Zagreb izrastao je iz dvaju naselja na susjednim brežuljcima, Gradeca i Kaptola, koji čine jezgru današnjega grada, njegovo povijesno središte (Gornji i dio Donjega Grada). Nalazi se na jugozapadnomu rubu Panonske nizine na prosječnoj nadmorskoj visini od 122 m, podno južnih padina Medvednice, na lijevoj i desnoj obali rijeke Save. Položaj grada Zagreba, koji je na mjestu spajanja alpskog, dinarskog, jadranskog i panonskog područja, omogućio je Zagrebu postati most između srednjoeuropskoga i jadranskoga područja.
Jedini je glavni grad u svijetu koji počinje na slovo Z. Uz Beč, jedini je europski glavni grad s vlastitom vinskom cestom (otvorena 2009.). Također, jedini je europski glavni grad sa skijalištem.
Prema popisu stanovništva iz 2021. u Zagrebu živi 767.131 stanovnika. Kao najveći i glavni grad, Zagreb je kulturno, znanstveno, gospodarsko i upravno središte Republike Hrvatske i Zagrebačke županije. Sjedište je Zagrebačke nadbiskupije. Zahvaljujući ulozi najvećega prometnoga središta u Hrvatskoj, razvijenoj industriji s dugom tradicijom i znanstvenim i istraživačkim ustanovama, Zagreb je gospodarski najrazvijeniji grad u Hrvatskoj.

## Ime
O postanku imena grada Zagreba postoje različite teorije. Po jednima se izvodi od glagola zagrepsti, odnosno, ukopati. Po drugima se dovodi u svezu sa starim hrvatskim imenom za obalu „b(e)reg” koju i danas koriste u krašićkom kraju gdje Zagreb nazivaju Zabreg.
Većina povjesničara danas smatra da ime Zagreb ima svoj korijen u složenici „zagrebb”, tj. „mjesto za utvrdom” ili pak „za brdom”. U novije vrijeme sve je prihvaćenija i teorija o tome da je prije osnivanja zagrebačke biskupije i naselja na kaptolskom brdu ondje postojao samostan posvećen sv. Gabrijelu (San Gabriel, „Za'Gabriel”) od kojega je u konačnici i Zagreb dobio ime.

### Povijest imenaZagreb
Iako je vremenom naziv Zagreb postao sinonimom za sva naselja na prostoru okolo i na gradečkomu i kaptolskomu brežuljku, a nakon spajanja naselja 1850. godine i službeni naziv za novi grad, to nije oduvijek bilo tako. Naime, naziv Zagreb u početku se odnosio na kaptolski brežuljak, točnije na jedno od naselja na njemu. Iako Felicijanova isprava svjedoči da se biskupija osnovana sa središtem na Kaptolu nazivala zagrebačka (lat. zagrabiensem episcopatum), prvi spomen naziva Zagreb dolazi s popisa biskupskih posjeda iz 1201. godine u latinskomu obliku Zagrabia i odnosi se na naselje na prostoru današnje Opatovine, koje se 40 godina kasnije ponovno javlja kao villa zagrabiensis. Da se naziv Zagreb u početku nije odnosio na naselje smješteno na susjednomu brdu svjedoči jedan od najranijih spomena zagrebačkoga Gradeca. Naime, nešto više od desetak godina nakon što je 1242. godine Zlatnom bulom Bele IV. osnovan Gradec uz uvjet podizanja zidina, godine 1261. spominje se naselje kao „utvrda Grič kraj Zagreba”. Svega pet godina kasnije, 1266. godine, naselje se ponovno spominje u jednoj od isprava Bele IV. u kojoj Bela IV. navodi „odredili smo da se sagradi utvrda na brdu Gradec kraj Zagreba”. Od slavenskoga naziva Gradec razvio se i njemački oblik Grez ili Grech, a u 13. stoljeću prvi se puta javlja i poznati njemački naziv za Zagreb (Agram) u obliku Agrim.

## Povijest
O nastanku imena grada govori poznata legenda, u kojoj stari drevni ban, umoran i žedan, naredi djevojci Mandi da donese vode s izvora. Ban reče: "Mando, dušo, zagrabi"!
Prvi pisani spomen Zagreba datira iz 1094. godine kada je na Kaptolu osnovana biskupija, što govori da je tu i ranije postojalo naselje.
- 1242. Zagreb (tada Gradec) Zlatnom bulom hrvatsko-ugarskog kralja Bele IV. postaje slobodni kraljevski grad.
- 1557. Zagreb se u pisanim dokumentima prvi puta spominje kao glavni grad Hrvatske.
- 1607. Isusovci osnivaju prvu gimnaziju i Akademiju. Ta se godina smatra godinom utemeljenja Zagrebačkog sveučilišta.
- 1776. iz Varaždina je u Zagreb preseljeno sjedište Hrvatskog kraljevskog vijeća (Vlade).
- 7. rujna 1850. Kaptol, Gradec i Vlaška Ves ujedinjeni u grad Zagreb.
- 25. lipnja 1991. Sabor Republike Hrvatske proglašava neovisnost i suverenost Republike Hrvatske. Zagreb postaje glavni grad.
- 22. ožujka 2020. grad je zatresao potres magnitude M 5,5 po Richterovoj ljestvici.

## Zemljopis
Zagreb se nalazi u kontinentalnoj središnjoj Hrvatskoj, na južnim obroncima Medvednice te na obalama rijeke Save. Nalazi se na nadmorskoj visini od 122 metra (Zrinjevac). Povoljan zemljopisni smještaj na jugozapadnom kutu Panonske nizine, između alpske, dinarske, jadranske i panonske regije, uzrok je činjenici da se Zagreb nalazi na prometnom čvorištu puteva između Srednje i Jugoistočne Europe te Jadranskog mora.
Klima je u Zagrebu umjerena kontinentalna. Ljeta su vruća i suha s prosječnim temperaturama od 20 °C, dok su zime hladne s prosječnim temperaturama od 1 °C.

## Stanovništvo
Prema popisu stanovništva iz 2011. godine Grad Zagreb imao je 790 017 stanovnika. Prema novijim podacima iz 2018. grad ima 802 338 stanovnika. Šire gradsko područje okuplja više od milijun stanovnika. Prosječna starost stanovnika je 39,7 godina. Prema narodnosti većinu stanovnika čine Hrvati (oko 92 %), a od nacionalnih manjina najznačajnije skupine su: Srbi, Slovenci, Bošnjaci i Albanci. Prema vjeri većina Zagrepčana izjašnjava se katolicima (87 %), a ostale najznačajnije vjerske zajednice su: pravoslavna zajednica, islamska zajednica (2 %), Evangelička crkva, Reformirana kršćanska (kalvinska) crkva kao povijesne protestantske konfesije, Adventistička crkva, Baptistička crkva, židovska zajednica i Jehovini svjedoci. Oko 4 % izjašnjava se agnosticima, a 3,5 % ateistima. Najveće gradske četvrti su: Trešnjevka (više od 120 000 stanovnika), Novi Zagreb (više od 110 000 stanovnika) i Dubrava (blizu 100 000 stanovnika). Po popisu stanovništva iz 1991. godine, naseljeno mjesto Zagreb imalo je 706 770 stanovnika, dok je Grad Zagreb imao 777 826 stanovnika. Metropolitansko područje grada imalo je 1 107 623 stanovnika 2013. godine.
| broj stanovnika | 48266 | 54761 | 67188 | 82848 | 111565 | 136351 | 167765 | 258024 | 356529 | 393919 | 478076 | 629896 | 723065 | 777826 | 779145 | 790017 | 767131 |
|                 | 1857. | 1869. | 1880. | 1890. | 1900.  | 1910.  | 1921.  | 1931.  | 1948.  | 1953.  | 1961.  | 1971.  | 1981.  | 1991.  | 2001.  | 2011.  | 2021.  |

| broj stanovnika | 32203 | 37001 | 48136 | 60910 | 87239 | 109029 | 140815 | 227838 | 325223 | 361564 | 442768 | 579943 | 656380 | 706770 | 691724 | 688163 | 663592 |
|                 | 1857. | 1869. | 1880. | 1890. | 1900. | 1910.  | 1921.  | 1931.  | 1948.  | 1953.  | 1961.  | 1971.  | 1981.  | 1991.  | 2001.  | 2011.  | 2021.  |

## Uprava
Grad Zagreb, kao glavni grad Republike Hrvatske, ima status jedinica lokalne samouprave (grad) koja ujedno ima i položaj jedinice područne (regionalne) samouprave, odnosno županije. Status Grada Zagreba reguliran je Zakonom o Gradu Zagrebu (NN 62/2001, 125/08, 36/09, 119/14).
Tijela Grada Zagreba jesu:
- Gradska skupština i
- Gradonačelnik

Gradska skupština je predstavničko tijelo građana Grada Zagreba koje donosi akte u okviru samoupravnog djelokruga Grada Zagreba te obavlja druge poslove u skladu sa zakonom i Statutom. Gradska skupština ima 48 gradskih zastupnika koji se biraju na neposrednim izborima razmjernim sustavom primjenom d'Hondtove metode. Njen aktualni saziv izabran je na lokalnim izborima 16. svibnja 2021. godine. Na konstituirajućoj sjednici novog saziva Gradske skupštine, održanoj 17. lipnja 2021., za predsjednika Gradske skupštine izabran je Joško Klisović  (SDP), a za potpredsjednike Ivana Kekin (NL), Teodor Celakoski (Zagreb je NAŠ!), Mislav Herman (HDZ) i Igor Peternel (DP).
Stranački sastav Gradske skupštine dana 16. svibnja 2021. bio je:
| Stranka                                                 | Broj zastupnika |
| ------------------------------------------------------- | --------------- |
| Bandić Milan 365 – Stranka rada i solidarnosti (BM 365) | 4               |
| Blok za Hrvatsku (BZH)                                  | 1               |
| Domovinski pokret (DP)                                  | 2               |
| Hrvatska demokratska zajednica (HDZ)                    | 5               |
| Hrvatska socijalno-liberalna stranka (HSLS)             | 1               |
| Most nezavisnih lista (MOST)                            | 2               |
| Nova ljevica (NL)                                       | 3               |
| Samostalna demokratska srpska stranka (SSDS)            | 1               |
| Socijaldemokratska partija Hrvatske (SDP)               | 4               |
| Zagreb je NAŠ!                                          | 19              |
| Održivi razvoj Hrvatske – ORaH (ORaH)                   | 1               |
| Zelena lista (ZL)                                       | 1               |
| Nestranački gradski zastupnici                          | 4               |
| Ukupno                                                  | 48              |

### Gradonačelnici
Gradonačelnik je nositelj izvršne vlasti Grada Zagreba. Bira se na lokalnim izborima neposredno većinskim dvokružnim sustavom (ako u prvom krugu kandidat ne osvoji apsolutnu većinu danih glasova, održava se drugi krug u kojeg ulaze dva kandidata s najviše glasova u prvom krugu, pobjeđuje kandidat koji je dobio više glasova). Gradonačelnik ima i dva zamjenika koji se biraju zajedno s njim. Kao nositelj izvršne vlasti, predstavlja Grad Zagreb, Skupštini podnosi prijedloge odluka, proračuna i drugih akata, na temelju javnog natječaja imenuje pročelnike gradskih ureda, te obnaša i druge poslove u skladu sa zakonom i Statutom. Gradonačelnik (sa zamjenicima) može se opozvati putem referenduma ako opoziv zatraži najmanje 20 % birača u Gradu Zagrebu, za opoziv treba glasati većina izašlih birača uz uvjet da ta većina čini najmanje 1/3 ukupnog broja birača u Gradu Zagrebu.
U Gradu Zagrebu gradonačelnik je i predstavnik središnje vlasti Republike Hrvatske. 
Upravne poslove iz samoupravne nadležnosti Grada Zagreba te poslove prenesenog djelokruga državne vlasti obavljaju upravna tijela Grada Zagreba (uredi, zavodi, službe) na čelu kojih su pročelnici, koje temeljem javnog natječaja, imenuje gradonačelnik (među njima gradonačelnik određuje i koordinatora državne uprave za područje Grada Zagreba). Ured gradonačelnika i uprave smješten je u Novoj gradskoj vijećnici.
Popis svih zagrebačkih gradonačelnika od ujedinjenja svih naselja u jedinstveni grad Zagreb 1850.:
| - Tomislav Tomašević (2021. – danas) - Jelena Pavičić Vukičević (2021.) - Milan Bandić (2000. – 2002.; 2005. – 2021.) - Vlasta Pavić (2002. – 2005.) - Marina Matulović Dropulić (1996. – 2000.) - Branko Mikša (1993. – 1995.) - Boris Buzančić (1990. – 1993.) - Mato Mikić (1982. – 1983.; 1986. – 1990.) - Tito Kosty (1985. – 1986.) - Zorislav Šonje (1984. – 1985.) - Aleksandar Varga (1983. – 1984.) - Ivo Latin (1978. – 1982.) - Ivo Vrhovec (1972. – 1978.) - Josip Kolar Matek (1967. – 1972.) - Ratko Karlović (1967.) - Pero Pirker (1963. – 1967.) - Većeslav Holjevac (1952. – 1963.) - Mirko Pavleković (1951. – 1952.) - Milivoj Rukavina (1950. – 1951.) - Mika Špiljak (1949. – 1950.) - Dragutin Saili (1945. – 1949.) - Eugen Starešinić (1944. – 1945.) - Ivan Werner (1941. – 1944.) - Jozo Dumandžić (1941.) - Mate Starčević (1939. – 1941.) | - Teodor Peičić (1937. – 1939.) - Rudolf Erber (1934. – 1936.) - Ivo Krbek (1932. – 1934.) - Stjepan Srkulj (1917. – 1919.; 1928. – 1932.) - Vjekoslav Heinzel (1920. – 1928.) - Svetozar Delić (1920.) - Janko Holjac (1910. – 1917.) - Milan Amruš (1890. – 1892.; 1904. – 1910.) - Adolf Mošinsky (1892. – 1904.) - Ignjat Sieber (1887. – 1890.) - Nikola Badovinac (1885. – 1887.) - Josip Hoffmann (1881. – 1885.) - Matija Mrazović (1879. – 1881.) - Stanko Andrijević (1876. – 1879.) - Ivan Vončina (1873. – 1876.) - Stjepan Vrabčević (1873.) - Pavao Hatz (1872. – 1873.) - Dragutin pl. Czekus (1869. – 1872.) - Makso Mihalić (1868. – 1869.) - Vjekoslav Frigan (1861. – 1868.) - Johan Lichtenegger (1858. – 1861.) - Svetozar Kušević (1858.) - Josip F. Haerdtl (1857.) - Janko Kamauf (1851. – 1857.) |

## Naselja u sastavu Grada Zagreba
Grad Zagreb prostire se na površini od 641 km2. Područje Grada Zagreba, osim naselja Zagreb, obuhvaća i 69 drugih naselja. To su:
- Adamovec
- Belovar
- Blaguša
- Botinec
- Brebernica
- Brezovica
- Budenec
- Buzin
- Cerje
- Demerje
- Desprim
- Dobrodol
- Donji Čehi
- Donji Dragonožec
- Donji Trpuci
- Drenčec
- Drežnik Brezovički
- Dumovec
- Đurđekovec
- Gajec
- Glavnica Donja
- Glavnica Gornja
- Glavničica
- Goli Breg
- Goranec
- Gornji Čehi
- Gornji Dragonožec
- Gornji Trpuci
- Grančari
- Havidić Selo
- Horvati
- Hrašće Turopoljsko
- Hrvatski Leskovac
- Hudi Bitek
- Ivanja Reka
- Jesenovec
- Ježdovec
- Kašina
- Kašinska Sopnica
- Kučilovina
- Kućanec
- Kupinečki Kraljevec
- Lipnica
- Lučko
- Lužan
- Mala Mlaka
- Markovo Polje
- Moravče
- Odra
- Odranski Obrež
- Paruževina
- Planina Donja
- Planina Gornja
- Popovec
- Prekvršje
- Prepuštovec
- Sesvete
- Soblinec
- Starjak
- Strmec
- Šašinovec
- Šimunčevec
- Veliko Polje
- Vuger Selo
- Vugrovec Donji
- Vugrovec Gornji
- Vurnovec
- Zadvorsko
- Žerjavinec

## Gradske četvrti
Na području Grada Zagreba 1999. osnovane su gradske četvrti i mjesni odbori kao oblici mjesne samouprave. U Gradu Zagrebu osnovano je 17 gradskih četvrti i 218 mjesnih odbora.
Mjesni su odbori osnovani za pojedini dio gradske četvrti, pojedino naselje ili više međusobno povezanih manjih naselja, ili dio većeg naselja koji u odnosu na ostale dijelove čini zasebnu cjelinu. Četvrti se neformalno dijele na «kvartove», odnosno manje četvrti određene specifičnom izgradnjom, urbanizmom i stanovništvom koje ih naseljava.
Dobrim za život općenito se smatra nekoliko četvrti. Prva je centar grada (Donji grad i Gornji grad) zbog raznolikosti sadržaja i dobre urbane opremljenosti. Druga je podsljemenska zona, koja predstavlja svojevrsni rezidencijalni dio Zagreba (bivši tzv. ljetnikovački predjeli), u koje spadaju: Šalata, Tuškanac, Pantovčak, Horvatovac, Zelengaj, Vrhovec i dr. Na trećem su mjestu novija stambena naselja u četvrti Jarun, privlačna zbog blizine rekreacijskog područja, te druga naselja s pretežito novogradnjom (primjerice Špansko). Četvrti kao što su Trešnjevka, Trnje, Peščenica – Žitnjak su bivše radničke četvrti građene u stilu naselja po mjeri čovjeka, koje proživljavaju snažnu urbanizaciju i još uvijek nemaju dobru urbanu opremljenost, a isti je slučaj s velikim naseljenim područjem na istočnom rubu grada, Dubravom. Novi Zagreb građen je u potpunosti u drugoj polovici 20. stoljeća kao velika skupina stambenih naselja na južnoj obali Save. Karakteriziraju ga široke avenije, zelene površine te zgrade i neboderi građene u duhu funkcionalizma. Novi Zagreb ima vrlo dobar urbanitet, a lokacija Zagrebačkog velesajma, Muzeja suvremene umjetnosti (u naselju Sopot), uređenje parka i jezera Bundek, otvaranje novog trgovačkog centra (Avenue Mall) koji je postao središtem okupljanja ljudi, te izgradnja novih stambenih zgrada, znači postupno poboljšanje urbanog života u ovom velikom gradskom području.
Zagrebačke gradske četvrti su:
| R. br. | Četvrt                  | Površina (km²) | Stanovništvo (2011.) | Stanovništvo (2001.) | Gustoća (2001.) |
| ------ | ----------------------- | -------------- | -------------------- | -------------------- | --------------- |
| 1.     | Donji grad              | 3,01           | 37 123               | 45 108               | 14 956          |
| 2.     | Gornji grad – Medveščak | 10,12          | 31 279               | 36 384               | 3593            |
| 3.     | Trnje                   | 7,37           | 42 126               | 45 267               | 6146            |
| 4.     | Maksimir                | 14,35          | 49 448               | 49 750               | 3467            |
| 5.     | Peščenica – Žitnjak     | 35,30          | 56 446               | 58 283               | 1651            |
| 6.     | Novi Zagreb – istok     | 16,54          | 59 227               | 65 301               | 3947            |
| 7.     | Novi Zagreb – zapad     | 62,59          | 58 025               | 48 981               | 782             |
| 8.     | Trešnjevka – sjever     | 5,83           | 55 342               | 55 358               | 9499            |
| 9.     | Trešnjevka – jug        | 9,84           | 66 595               | 67 162               | 6828            |
| 10.    | Črnomerec               | 24,33          | 39 040               | 38 762               | 1593            |
| 11.    | Gornja Dubrava          | 40,28          | 62 221               | 61 388               | 1524            |
| 12.    | Donja Dubrava           | 10,82          | 36 461               | 35 944               | 3321            |
| 13.    | Stenjevec               | 12,18          | 51 849               | 41 257               | 3387            |
| 14.    | Podsused – Vrapče       | 36,05          | 45 771               | 42 360               | 1175            |
| 15.    | Podsljeme               | 60,11          | 19 249               | 17 744               | 295             |
| 16.    | Sesvete                 | 165,26         | 70 633               | 59 212               | 358             |
| 17.    | Brezovica               | 127,45         | 12 040               | 10 884               | 85              |
|        | UKUPNO                  | 641,43         | 792 875              | 779 145              | 1215            |

## Gospodarstvo
Najvažnije grane gospodarstva u Zagrebu su: proizvodnja električnih aparata, kemijska, farmaceutska i tekstilna industrija, te industrija hrane. Zagreb je međunarodno trgovinsko i poslovno središte, te prometno raskrižje između Srednje i Istočne Europe. Proračun grada Zagreba za 2008. godinu je iznosio 7,45 milijardi kuna.
Grad Zagreb ima najveći nominalni bruto domaći proizvod po glavi stanovnika u Hrvatskoj (19 132 $ u 2005. godini, hrvatski prosjek je 10 431 $). Godine 2004. bruto domaći proizvod u paritetu kupovne moći iznosio je 28 261 $ (19 067 €).
Od srpnja 2008. prosječna mjesečna neto plaća u Zagrebu iznosila je 6228 kn, što je oko 1356 $ (hrvatski prosjek je 5234 kuna, odnosno 1140 $). U prva tri mjeseca 2009. godine prosječna stopa nezaposlenosti je porasla sa 6,2 na 6,8 %, što znači da je bez posla bilo 28 000 Zagrepčana.
Zagrebu je sjedište 34 % tvrtki u Hrvatskoj, i zapošljava 38,4 % hrvatske radne snage, uključujući gotovo sve banke, uslužne tvrtke i javni prijevoz.
U Zagrebu su sjedišta najvažnijih gospodarskih subjekata u Hrvatskoj. Među njima se ističu su Franck, Kraš, Croatia Airlines, Croatia osiguranje d.d., Croatia Records, HT, A1 Hrvatska, INA, Konzum, Ledo, Pliva, RIZ, Tisak itd. Tvrtke u Zagrebu činile su 52 % ukupnog prometa i 60 % ukupnog dohotka Hrvatske u 2006. godini, te 35 % hrvatskog izvoza i 57 % hrvatskog uvoza.
U Zagrebu je razvijen i turizam. Ponuda turističkog smještaja je raznolika. Hoteli su u rasponu od velikih, vrhunskih, koji posluju u sastavu poznatih lanaca, do malih prenoćišta u privatnom smještaju. U Zagrebu postoje tri hotela s pet zvjezdica (Westin, Sheraton, Regent Esplanade) i 10 s četiri zvjezdice. Advent u Zagrebu jedna je od glavnih turističkih manifestacija grada.

## Promet

### Prometni položaj
Sve glavne autoceste prolaze kroz Zagreb i granaju se prema raznim dijelovima Hrvatske. Možda najvažnija od njih je autocesta A1 Zagreb – Split – Dubrovnik, koja je u potpunosti završena do Ploča.
Druga glavna trasa je na koridoru X Transeuropskih autocestnih mreža, A3 Bregana – Zagreb – Lipovac, koja spaja sjevernu Europu s Turskom preko Balkana i Grčke. Zadnji dio te dionice od Županje do graničnog prijelaza Bajakovo sa Srbijom dovršen je na ljeto 2006.
Treća glavna trasa je autocesta A6 (E65) Zagreb – Rijeka, koja spaja glavni grad s najbližom velikom lukom na Jadranu. 
Uz te tri glavne grane tu su još i autoceste A4 Zagreb – Goričan koja se u Mađarskoj nastavlja na autocestu prema Budimpešti, te autocesta A2 Zagreb – Macelj, koja pripada Phyrnskoj autocesti od Nürnberga u Njemačkoj do Beograda u Srbiji (od Zagreba do Lipovca/Bajakovo Phyrnska autocesta nosi ime A3). Započeti su i radovi na novoj autocesti A11 Zagreb – Sisak, dovršetak dionice do Lekenika previđa se poslije 2009. godine.
Zagreb je također veliko željezničko čvorište. Dva od tri najvažnija europska koridora u Hrvatskoj prolaze kroz Zagreb. To su Paneuropski Željeznički koridor V (krak b) koji ide od Botova do Rijeke i Paneuropski Željeznički Koridor X koja je najvažniji željeznički pravac u Republici Hrvatskoj. Osim toga, u Zagrebu se spajaju i pruge za Karlovac i Sisak. Razvijen je i prigradski putnički promet Zagreba. Teretni promet se vrši obilazno. Zagreb posjeduje i veliki teretni kolodvor.
Zračna luka „Franjo Tuđman” najveća je i najprometnija zračna luka u zemlji. Nalazi se na teritoriju grada Velike Gorice. Putnička zgrada i platforma dovršene su 1959., a u jesen iste godine zračna je luka otvorena za civilni zračni promet. Godine 2008. raspisan je međunarodni arhitektonski natječaj za novi terminal zračne luke čija je izgradnja počela 2013. godine. U funkciji je od 28. ožujka 2017.
Pored Zračne luke „Franjo Tuđman”, u Lučkom postoji i manji športski aerodrom, Zračno pristanište Lučko.

#### Javni gradski prijevoz
Javni gradski prijevoz u Zagrebu čini mreža tramvajskih i autobusnih linija, gradsko-prigradski vlakovi te taksi vozila. Glavninu javnog prijevoza u Zagrebu obavlja Zagrebački električni tramvaj (ZET), koji je operator tramvajskog i autobusnog prometa, a brine se i o uspinjači i žičari, koja je trenutno izvan funkcije (očekuje se izgradnja nove). ZET je podružnica gradskog trgovačkog društva Zagrebački holding d.o.o.
Prvi električni tramvaj pušten je u promet 18. kolovoza 1910. godine. Današnja tramvajska mreža ima ukupnu dužinu od 116 km (širina tramvajskog kolosjeka je 1000 mm). Promet je organiziran u 15 dnevnih i 4 noćne linije. Autobusni promet ZET-a trenutno se sastoji od 120 autobusnih linija, od toga 69 gradskih i 51 prigradskih.
Uspinjača ZET-a spaja zagrebački Gornji i Donji grad. S prugom dugom samo 66 metara poznata je i kao najkraća žičana željeznica na svijetu namijenjena javnom prometu. Službeno je puštena u pogon 8. listopada 1890. godine. Danas je zaštićena kao spomenik kulture, a također je jedna od turističkih atrakcija u Zagrebu.
Žičara "Sljeme" puštena je u promet 27. srpnja 1963. godine, a za promet je zatvorena sredinom 2007. godine (službeno je zatvorena 1. srpnja), nakon kvara na elektromotoru (5. lipnja) za koji je procijenjeno da je neisplativ za saniranje. Nova Žičara Sljeme puštena je u promet 23. veljače 2022.
U Zagrebu danas ima oko 1150 taksi vozila, a vožnja taksijem dostupna je 24 sata dnevno. Prvi autotaksi u Zagrebu pojavio se na Trgu Bana Jelačića 11. lipnja 1901. godine.
Gradsko-prigradskim željezničkim prijevozom koristi se radnim danom u prosjeku oko 70.000 putnika. Glavna željeznička linija prometuje na relaciji Savski Marof – Zagreb Glavni kolodvor – Dugo Selo. Hrvatske željeznice uvele su ovu liniju 1992. godine. Uz ovu liniju, drugi važni prigradski smjerovi su prema Velikoj Gorici te Jastrebarskom, a zajedno s lokalnim vlakovima iz smjera Zaboka, Novske, Karlovca i Koprivnice.
Dana 14. svibnja 2013. godine je po uzoru na velike europske metropole, pušten je u rad sustav javnih bicikala Nextbike. Zagrepčanima je danas na raspolaganju više stotina bicikala, na više od trinaest lokacija u gradu.
Dana 6. rujna 2022. započela je gradnja Greenwaya, projekta državne glavne biciklističke rute br. 2, koja se proteže od Bregane, prati tok rijeke Save kroz Zagreb, sve do općine Lijevi Dubrovčak u Zagrebačkoj županiji. Planirana ukupna duljina biciklističke staze iznosi 132 km u devet faza, a nositelj projekta je grad Zagreb, a partner projekta Zagrebačka županija. Trenutno je izgrađena jedna dionica Blato – Savski most (D), duljine 1,7 km, a u tijeku je gradnja faze Savski most – Most mladosti, duljina 10,9 km.

## Arhitektura i znamenitosti
S obzirom na svoju povijest i važnost, Zagreb je bogat spomenicima i arhitekturom. Središtem Zagreba smatraju se povijesne četvrti Gornji grad i Kaptol, te Donji grad, u kojima je iznimna raznolikost arhitekture od baroka do današnjih dana. Središte grada okruženo je sa sjeverne strane rezidencijalnim četvrtima s višom razinom stanovanja, a s juga bivšim radničkim četvrtima koje proživljavaju snažnu reurbanizaciju. Izgledom i uređenjem, Zagreb je tipičan srednjoeuropski grad.

### Gornji grad
Gornji grad ili Gradec je povijesna jezgra Zagreba. Zasnovana u srednjem vijeku, sve do 19. stoljeća činila je, zajedno s Kaptolom, središnje urbanizirano područje grada Zagreba. Tijekom vremena su ondje izgrađene brojne zgrade kojima se oblikovao njezin današnji izgled. Glavni trg Gornjega grada je Trg sv. Marka, nekad mjesto trgovanja, a danas političko sjedište Hrvatske, sa zgradama Hrvatskoga sabora, Vlade i Gradske skupštine. 
Na Gornjem gradu nalazi se niz muzeja i galerija.
Trgom sv. Marka dominira crkva sv. Marka, izvorno gotička građevina iz 14. stoljeća, kasnije preoblikovana u neogotičkom stilu. Iz srednjega vijeka očuvan je monumentalni južni portal s kipovima dvanaest apostola. Portal je nastao pod utjecajem glasovite kiparske radionice Parler iz Praga te predstavlja najznačajnije ostvarenje gotičkoga kiparstva u kontinentskoj Hrvatskoj. Krov crkve s povijesnim grbovima Hrvatske i grada Zagreba potječe iz 19. stoljeća, iz velike obnove pod vodstvom arhitekata Hermanna Bolléa i Friedricha von Schmidta. Zvonik crkve je iz baroknoga vremena, a godina 1841. na njemu označava jednu od većih obnova.
Druga poznata crkva Gornjeg grada je barokna crkva sv. Katarine (1620. – 1632.), koja se smatra prvom baroknom građevinom kontinentske Hrvatske. Dvoranska crkva s bočnim kapelama, u unutrašnjosti je bogato ukrašena štukaturama Antonija Quadrija (1732.), a svetište je oslikano iluzionističkom arhitekturom oltara sa scenom „Sveta Katarina i aleksandrijski filozofi“. Ovo značajno djelo baroknoga slikarstva radio je slovenski slikar Krištof Andrej Jelovšek. Crni oltari potječu većinom iz 17. stoljeća, osim oltara sv. Ignacija (18. st.), koji je rad znamenitoga kipara Francesca Robbe.
Uz crkvu sv. Katarine pruža se zdanje bivšeg isusovačkog samostana, izgrađenog u 17. stoljeću te nadograđenoga 1980-ih. Danas je ova građevina sjedište galerijske ustanove Klovićevi dvori, gdje se održavaju vrhunske umjetničke izložbe. Od nekadašnjih samostana, na Gornjem gradu je i samostan sv. Klare, odnosno opatica klarisa, u po njima nazvanoj Opatičkoj ulici. Zanimljiv je po oslikanim pročeljima. Naslikani, odnosno „lažni” prozori, vjerojatno su povezani sa zatvorenom funkcijom ovoga ženskoga samostana. U samostanu je danas smješten Muzej grada Zagreba, jedan od najbogatijih muzeja u Hrvatskoj.
U Ćirilometodskoj ulici nalazi se grkokatolička konkatedrala sv. Ćirila i Metoda. Stoji na mjestu ranije kapele oštećene u potresu 1880. godine. Projektirao ju je Hermann Bolle, a kako se grkokatolici služe istočnim obredom, iako su dio katoličke crkve, izgradio ju je u svojoj osebujnoj verziji historicističkoga neobizantskog stila. Crkvu odlikuje impresivni ikonostas izrađen od hrastovine, u zagrebačkoj Obrtnoj školi. Dio je grkokatoličkoga sjemeništa koje se na Gornjem gradu nalazi od 1681. godine.
Na Gornjem gradu se također nalazi niz baroknih kuća i palača. Najznačajnija među njima je palača Vojković u Matoševoj 9 (1764.), u stilu marijaterezijanskoga baroka, s vrlo reprezentativnim pročeljem s motivima školjki. Danas je u njoj smješten Hrvatski povijesni muzej. Od drugih palača ističu se Banski dvori te uz nju palača Rauch (na Trgu sv. Marka 1 i 2), koje su danas jedinstven objekt u funkciji sjedišta Vlade Republike Hrvatske. U Ćirilometodskoj ulici 3 nalazi se palača Raffay-Plavšić, danas Hrvatski muzej naivne umjetnosti, a u blizini i kuća znamenite hrvatske plemićke obitelji Zrinski (Markovićev trg 3). Tri vrlo lijepe barokne palače smještene su u Opatičkoj ulici: palača Juršić (Opatička 2), palača Rauch-Sermage (Opatička 6), te palača Bužan (Opatička 8) iz 1754., djelo najpoznatijega zagrebačkoga baroknog graditelja Matije Leonharta.
U Opatičkoj 10 nalazi se zgrada bivšeg Vladinog Odjela za bogoštovlje i nastavu, tj. nekadašnjeg Ministarstva kulture i prosvjete. U njoj su bogati interijeri (poznata Zlatna dvorana), a ispred je raskošna neobarokna kovana željezna ograda (1894.), rad arhitekta Hermanna Bolléa i Obrtne škole u Zagrebu. Od ostale stambene arhitekture valja spomenuti i ostatke nekadašnje renesansne kuće s crno-bijelom naslikanom dekoracijom (ugao Mesničke i V. Lisinskog), te poznatu ljekarnu u Kamenitoj 9 (pročelje je radio zagrebački graditelj Bartol Felbinger). U toj je kući živio unuk slavnoga talijanskog pjesnika Dantea.
Gornji je grad nekad bio okružen zidinama s kulama i nekoliko gradskih vrata. Do danas su očuvana jedino istočna, tzv. Kamenita vrata. 
Na sjevernom dijelu Gornjeg grada je kula Popov toranj, u kojoj je smještena zvjezdarnica. U zgradi u podnožju kule je legendardna zagrebačka gostionica Palajnovka. Spomenimo ovdje i poznatu gostionicu Pod starim krovovima (Basaričekova 9), koja radi već desetljećima, a bila je nadahnuće za gostionicu K Žnidaršiću u slavnom filmu Tko pjeva zlo ne misli, a koji je dijelom sniman u susjednoj kući.
Kula Lotrščak poznati je vidikovac s kojeg se pruža prekrasan pogled na Donji grad. Ispod kule nalazi se Strossmayerovo šetalište te uspinjača koja povezuje Gornji i Donji grad.

### Kaptol i Dolac
Kaptol je povijesno naselje u Zagrebu formirano oko Zagrebačke katedrale. Danas je središte crkvenih institucija (Zagrebačka nadbiskupija, Kaptol zagrebački, Nadbiskupsko bogoslovno sjemenište).
Katedrala dominira svojim položajem u vizuri ne samo Kaptola već čitavoga grada. Smatra se najvišom građevinom u Hrvatskoj. Prvotno srednjovjekovna katedrala dobila je svoj neogotički izgled nakon potresa 1880., u velikoj obnovi (1880. – 1902.) pod vodstvom arhitekata Hermanna Bolléa i Friedricha von Schmidta. Iz srednjovjekovnih vremena očuvana je kapela sv. Stjepana (danas u biskupskome dvoru) s gotičkim freskama. U sakristiji katedrale nalazi se oltarna slika Golgota, djelo slavnog slikara Albrechta Dürera. Zagrebačka se katedrala ponosi i bogatom riznicom u kojoj se čuva plašt kralja Ladislava iz 11. stoljeća .Oko katedrale su renesansne zidine s kružnim kulama, uz koje je u barokno doba, za vrijeme biskupa Jurja Branjuga, podignut biskupski dvor.
Duž trga i ulice Kaptol nalazi se niz baroknih kanoničkih kurija te franjevački samostan s crkvom. Osim crkve, u samostanu je zanimljiva kapela sv. Franje (dovršena 1683.), bogato urešena baroknim štukaturama i zidnim slikama s prikazima iz života sv. Franje. U ulici Nova ves je barokna crkva sv. Ivana Krstitelja, također sa zidnim slikama.
Između Gornjega grada i Kaptola smjestio se predjel zvan Dolac, gdje je Tržnica Dolac, najpoznatija zagrebačka tržnica na otvorenom. Uz nju se nalazi i barokna crkva sv. Marije. Zapadno od crkve prolazi Tkalčićeva ulica, nastala na mjestu nekadašnjega potoka Medveščak koji je razdvajao povijesna naselja Gradec i Kaptol. Potok je u prvoj polovici 20. stoljeća natkriven, ali je ulica svojom ambijentalnom arhitekturom očuvala duh starih vremena. Niz kafića, restorana i dućana, čini danas Tkalčićevu ulicu središtem noćnoga života u užemu centru Zagreba.

### Donji grad
Donji grad je urbano središte suvremenoga Zagreba. Izgrađivan je u 19. i u prvoj polovici 20. stoljeća, od kada potječe i najveći dio njegove arhitekture. 
Glavni i najveći trg Zagreba je Trg bana Jelačića. Nekad tržnica, a danas mjesto susreta, stjecište turista i građana te glavni dio pješačke zone centra Zagreba. Na trgu je poznati spomenik banu Josipu Jelačiću (1866.), rad austrijskoga kipara Antona Dominika Fernkorna. Izvorno je kip bio okrenut prema sjeveru kako bi simbolički mačem pokazivao prema Mađarima, jer se ban Jelačić u svoje doba snažno odupirao mađarskoj vlasti. Kip je tijekom komunizma uklonjen te je ponovo postavljen 1990. godine. Na istočnoj strani trga nalazi se suvremeno oblikovana fontana Manduševac, uz koju je vezana poznata priča o nastanku Zagreba. Od značajnijih zgrada na trgu treba spomenuti palaču Kolmar (danas Društvo hrvatskih književnika) s dva tornjića, kuću Rado (1904. – 1905., arhitekt Vjekoslav Bastl) – remek djelo secesije s kamenim zmajevima na krovu, te kuću Popović (1906. – 1907., arhitekt Aladar Baranyai), na kojoj su reljefi umjetnika Ivana Meštrovića.
Sa zapadne strane trga dolazi se u Ilicu, najpoznatiju zagrebačku trgovačku i obtrničku ulicu. Centar Zagreba ima izrazito veliku pješačku zonu koja, osim Trga bana Jelačića i dio Ilice, obuhvaća i brojne okolne ulice nanizane prodavaonicama. Neke od ulica, poput Bogovićeve, poznate su po terasama kafića. U Bogovićevoj se ulici nalazi poznata skulptura Prizemljeno sunce kipara Ivana Kožarića, koja je poslužila za zanimljivu suvremenu instalaciju pod nazivom Zagrebački Sunčev sustav. Južno od Ilice je Cvjetni trg, intimni gradski trg francuskoga tipa, koji je svoj nadimak cvjetni dobio po štandovima cvjećara. Na trgu se nalazi kip pjesnika Petra Preradovića te poznati prolaz Oktogon, u zgradi nekadašnje Prve hrvatske štedionice. Ova zgrada (1898. – 1900., arhitekt Josip Vancaš), ima trgovački prolaz svojstven za srednjoeuropske gradove, a zanimljiva je po središnjoj dvorani natkrivenoj staklenom kupolom od vitraja.
Donji grad je poznat po svom urbanizmu, koji obilježavaju zgrade raspoređene u pravokutne blokove i načelno sijecanje ulica pod pravim kutom. Ovdje se nalazi jedinstven zeleni pojas gradskih trgova-perivoja, u obliku uglatog slova U, nazvan Zelena potkova ili Lenuzzijeva potkova. Zasnovan prema zamislima urbanista Milana Lenuzzija u drugoj polovici 19. stoljeća, predstavlja najveće i najznačanije urbanističko-hortikulturno ostvarenje u hrvatskoj gradogradnji. Perivoji su većinom oblikovani kao spoj francuskih vrtova s cvjetnim parterima i engleskih šumovitih parkova, a okružuju ih velike javne i privatne zgrade. Najstariji od parkova je Zrinjevac, sa stoljetnim platanama i glazbenim paviljonom u sredini. Na Zrinjevcu se ističe zgrada Hrvatske akademije znanosti i umjetnosti u stilu neorenesanse (1884., arhitekt Friedrich von Schmidt), u kojoj je Strossmayerova galerija starih majstora. Na istočnoj strani trga su zgrada Ministarstva vanjskih poslova te Županijski sud u Zagrebu, a na sjevernoj Vrhovni sud Republike Hrvatske. Sa zapadne strane su reprezentativne historicističke zgrade: palača Vranyczany u kojoj je Arheološki muzej u Zagrebu, te palača Medaković s poznatom kavanom Lenuci i stropovima na katu koji su oslikani arabeskama. 
Na obližnjem Strossmayerovu trgu su iznimno raskošne zgrade s bogatim pročeljima, poput neorenesansne palače Vranyczany (1882. – 1883., arhitekt Otto Hoffer) u kojoj je Moderna galerija. Tu su i palača Priester (danas Odsjek za povijesne znanosti HAZU–a) i Hotel Palace, obje s kraja 19. stoljeća te djela zagrebačkih arhitekata Lea Hönigsberga i Julija Deutscha, poznatih po gradnjama u neobaroknom stilu. Spomenimo ovdje i kuću Milana Lenuzzija (Strossmayerov trg 11), tvorca Zelene potkove.
Trg kralja Tomislava (Tomislavac) uređen je kao parterni vrt s fontanom i kipom kralja Tomislava. Sa sjeverne strane omeđen je zgradom Umjetničkoga paviljona (1897. – 1898.), a s južne se nalazi Glavni kolodvor. Od zgrada se također ističu kuća slikara Vlahe Bukovca (1895. – 1896.), te kuća Feller (1903.), djelo arhitekta Vjekoslava Bastla u stilu venecijanske neogotike. Isti je arhitekt projektirao i znamenitu secesijsku kuću Kallina (1903. – 1904.), na uglu Gundulićeve i Masarykove ulice, poznatu po prikazima šišmiša i keramičkim pločicama koje su nastale u tvornici vlasnika kuće Josipa Kalline.
Južni dio Zelene potkove obuhvaća Starčevićev trg sa zgradom Starčevićeva doma (1894. – 1895) (danas Gradska knjižnica), izgrađenog za političara Antu Starčevića. Slavni Hotel Esplanade (1922. – 1924.) smješten je odmah uz Glavni kolodvor, jer su ondje nekad odsjedali putnici znamenitoga vlaka Orient Express. Prema zapadu se pruža i zagrebački botanički vrt.
Zapadni dio Zelene potkove čine Marulićev, Mažuranićev i Trg Republike Hrvatske. Na Marulićevu trgu se nalazi secesijska zgrada Hrvatskoga državnog arhiva (1910. – 1913., arhitekt Rudolf Lubinsky), izvorno građena za Nacionalnu i sveučilišnu knjižnicu. I dok je unutrašnjost bogato ukrašena po načelu totalnog dizajna radovima vrhunskih umjetnika i obrtnika toga doba, krov zgrade je poznat po ukrasima u obliku zelenih sova koje simboliziraju mudrost.
Zapadni krak Zelene potkove završava na Trgu Republike Hrvatske, koji se smatra jednim od najljepših u Zagrebu. Trgom dominira velebna neobarokna zgrada Hrvatskoga narodnog kazališta (1894. – 1895.), sjedište najveće kazališne ustanove u Hrvatskoj. Zgradu ju otvorio car Franjo Josip I., a projektirali su je Fellner i Helmer, poznati graditelji srednjoeuropskih kazališta. Ispred zgrade nalazi se Meštrovićeva skulptura Zdenac života (1905.). Na istomu se trgu nalazi još i Muzej za umjetnost i obrt, Hrvatski školski muzej te Rekorat Sveučilišta u Zagrebu. S južne strane su secesijska zgrada bivše Trgovačko-obrtne komore te zgrada Hrvatskoga sokola, danas Akademija dramske umjetnosti te Gimnastička dvorana Dom Hrvatskog sokola u centru grada. Otvorio ju je Franjo Bučar 1883.
Istočni dio Donjega grada, izvan Zelene potkove, većinom je izgrađen u prvoj polovici 20. stoljeća i obilježava ga moderna arhitektura. Na Trgu burze, danas zvanom Trg hrvatskih velikana, je monumentalna Palača burze (1923. – 1927., danas Hrvatska narodna banka), djelo modernoga arhitekta Viktora Kovačića. U blizini je i Trg žrtava fašizma s kružnom zgradom Hrvatskoga doma likovnih umjetnika (1938.), nastaloj prema zamisli Ivana Meštrovića. U njoj se danas održavaju izložbe suvremene umjetnosti.
Malo izvan Donjega grada, u četvrti Trnje, kao znameniti primjer suvremene arhitekture može se izdvojiti i zgrada Nacionalne i sveučilišne knjižnice. Dovršena 1995. godine, djelo je skupine zagrebačkih arhitekata pod vodstvom Velimira Neidhardta.

### Ostale znamenitosti
Istočno od središta grada, u četvrti Maksimir, smjestio se park Maksimir, povijesni perivoj osnovan u 18. stoljeću te oblikovan po uzoru na engleske romantičarske parkove. U njemu se nalazi Zoološki vrt grada Zagreba.
U sjevernom dijelu grada je glavno zagrebačko groblje Mirogoj. Građeno je krajem 19. i početkom 20. stoljeća prema projektu arhitekta Hermanna Bolléa, a iznimnom se ljepotom odlikuju tamošnje arkade u kojima su pokopane znamenite ličnosti iz hrvatske povijesti.
U južnom dijelu Zagreba je športsko-rekreacijski centar Jarun, s umjetnim jezerom uređenim za kupanje te veslačkom stazom. Na nasuprotnoj obali Save, u naselju Lanište, nalazi se najveća športska dvorana u Hrvatskoj – Arena Zagreb.
Popularno izletište Zagrepčana je planina Medvednica, poznatija po nazivu svojeg vrha Sljeme, na kojoj se nalazi srednjovjekovna utvrda Medvedgrad.
U sklopu Katedralnoga arhiđakonata, koji obuhvaća gotovo cijeli Zagreb, smješteno je 160 krajputaša (raspela, križeva, poklonaca, pilova).
Zagrebački neboderi obuhvaćaju više poslovnih i stambenih nebodera u svim dijelovima grada izgrađenih tijekom 20. i 21. stoljeća.
Po glavnomu gradu Hrvatske imenovan je asteroid glavnoga asteroidnog pojasa (187700) Zagreb, koji su otkrili hrvatski astronomi.

## Poznate osobe
Slijedi popis poznatih osoba Grada Zagreba:
- Milan Badelj, hrvatski nogometaš
- Nina Badrić, hrvatska pjevačica
- Franz von Bayros, austrijski slikar
- Stjepan Bobek, hrvatski nogometaš i trener
- Igor Bišćan, hrvatski nogometaš i trener
- Josip Brekalo, hrvatski nogometaš
- Marcelo Brozović, hrvatski nogometaš
- August Cesarec, hrvatski pisac
- Danko Cvjetićanin, hrvatski košarkaš
- Ante Čačić, hrvatski nogometni trener
- Mustafa Ćatović, hrvatski stomatolog
- Zlatko Čajkovski, hrvatski nogometaš i trener
- Željko Čajkovski, hrvatski nogometaš i trener
- Borna Ćorić, hrvatski tenisač
- Bora Ćosić, hrvatsko-srpski pisac
- Krešimir Ćosić, hrvatski košarkaš
- Dimitrija Demeter, hrvatski pisac
- Janko Drašković, hrvatski političar
- Daša Drndić, hrvatska spisateljica
- Julius Epstein, austrijsko-hrvatski pijanist
- Vilim Srećko Feller, američko-hrvatski matematičar
- Mira Furlan, američko-hrvatska glumica
- Miro Gavran, hrvatski pisac
- Gordan Giriček, hrvatski košarkaš
- Josip Glasnović, hrvatski streljač
- Dragutin Gorjanović-Kramberger, hrvatski arheolog, paleontolog i geolog
- Rajko Grlić, hrvatski filmski redatelj
- Bruno Gudelj, hrvatski rukometaš
- Joško Gvardiol, hrvatski nogometaš
- Zlatko Hasanbegović, hrvatski političar
- Zlatko Horvat, hrvatski rukometaš
- Jacques Houdek, hrvatski pjevač
- Filip Hrgović, hrvatski boksač
- Sanja Iveković, hrvatska umjetnica
- Tomislav Ivković, hrvatski nogometaš i trener
- Ivan Jazbinšek, hrvatski nogometaš i trener
- Tin Jedvaj, hrvatski nogometaš
- Ivo Josipović, hrvatski predsjednik
- Darija Jurak, hrvatska tenisačica
- Josip Juranović, hrvatski nogometaš
- Lana Jurčević, hrvatska pjevačica
- Ivo Karlović, hrvatski tenisač
- Nenad Kljaić, hrvatski rukometaš
- Ivica Kostelić, hrvatska skijaš
- Janica Kostelić, hrvatska skijašica
- Silva Košćina, hrvatska glumica
- Andrej Kramarić, hrvatski nogometaš
- Niko Kranjčar, hrvatski nogometaš
- Zlatko Kranjčar, hrvatski nogometaš i trener
- Kristina Krepela, hrvatska glumica
- Miroslav Krleža, hrvatski pisac
- Zinka Kunc, hrvatska operna pjevačica
- Eugen Kvaternik, hrvatski političar
- Jerko Leko, hrvatski nogometaš i trener
- Josipa Lisac, hrvatska pjevačica
- Vatroslav Lisinski, hrvatski skladatelj
- Iva Majoli, hrvatska tenisačica
- Lovro Majer, hrvatski nogometaš
- Silvio Marić, hrvatski nogometaš
- Ranko Matasović, hrvatski jezikoslovac
- Zlatko Mateša, hrvatski političar
- Nikola Mektić, hrvatski tenisač
- Antun Mihanović, hrvatski pisac
- Vlado Milunić, češko-hrvatski arhitekt
- Zoran Milanović, hrvatski predsjednik
- Milan Mladenović, srpski glazbenik
- Maximilian Njegovan, hrvatski admiral
- Tihomir Orešković, hrvatsko-kanadski političar
- Mislav Oršić, hrvatski nogometaš
- Zlatko Papec, hrvatski nogometaš
- Vlatko Pavletić, privremeni hrvatski predsjednik
- Sandra Perković, hrvatska atletičarka
- Josip Pivarić, hrvatski nogometaš
- Marko Pjaca, hrvatski nogometaš
- Andrej Plenković, hrvatski političar
- Goran Prpić, hrvatski tenisač
- Vesna Pusić, hrvatska političarka
- Nikola Radulović, hrvatsko-talijanski košarkaš
- Mladen Ramljak, hrvatski nogometaš
- Ivo Lola Ribar, hrvatski političar
- Željko Reiner, hrvatski političar
- Ana Rucner, hrvatska violončelistica
- Damjan Rudež, hrvatski košarkaš
- Darko Rundek, hrvatski glazbenik
- Krunoslav Simon, hrvatski košarkaš
- Martin Sinković, hrvatski veslač
- Valent Sinković, hrvatski veslač
- Zvonimir Soldo, hrvatski nogometaš i trener
- Borna Sosa, hrvatski nogometaš
- Tomaž Šalamun, slovenski pjesnik
- Dario Šimić, hrvatski nogometaš
- Antonija Šola, hrvatska pjevačica
- Filip Šovagović, hrvatski glumac
- Denis Špoljarić, hrvatski rukometaš
- Manuel Štrlek, hrvatski rukometaš
- Vladimir Šujster, hrvatski rukometaš
- Dragutin Šurbek, hrvatski stolnotenisač
- Tajči, hrvatska pjevačica
- Ajla Tomljanović, australsko-hrvatska tenisačica
- Dragan Travica, talijanski odbojkaš
- Nika Turković, hrvatska pjevačica
- Albin Vidović, hrvatski rukometaš
- Igor Vori, hrvatski rukometaš
- Bernard Vukas, hrvatski nogometaš
- Franjo Wölfl, hrvatski nogometaš i trener
- Velimir Zajec, hrvatski nogometaš i trener
- Branko Zebec, hrvatski nogometaš i trener
- Vedran Zrnić, hrvatski rukometaš
- Filip Zubčić, hrvatska skijaš
- Martina Zubčić, hrvatska taekwondoašica
- Nenad Žugaj, hrvatski hrvač

## Obrazovanje i znanost

### Sveučilište
Sveučilište u Zagrebu drugo je najstarije u Hrvatskoj, osnovano nakon zadarskog (1396.), i među najstarijima u Europi. Osnovano je 1669. Do danas je na Sveučilištu u Zagrebu diplomiralo je više od 200 000 studenata, magistriralo više od 18 000 i doktoriralo više od 8000 predloženika.
Na Sveučilištu u Zagrebu, znanstveno-nastavni i umjetnički rad obavlja se na 30 fakulteta i trima umjetničkim akademijama (Glazbenoj, Dramskoj i Likovnoj). Fakulteti i akademije pokrivaju sva znanstvena područja (prirodoslovno, tehničko, biotehničko, biomedicinsko, društveno, humanističko i umjetničko).
Osim Sveučilišta u Zagrebu koje je javna ustanova, Zagreb je i sjedište dvaju privatnih sveučilišta: Hrvatskoga katoličkog sveučilišta i Međunarodnog sveučilišta „Libertas”, a u gradu djeluju i brojne javne i privatne visoke škole.

#### Znanstvene ustanove
U Zagrebu djeluju 22 instituta na područjima društvenih i prirodnih znanosti. Najpoznatija ustanova na području prirodnih znanosti je Institut Ruđer Bošković, društvenih znanosti Institut Ivo Pilar, a znanstveni rad u sklopu humanističkih znanosti predvode Hrvatski institut za povijest, Institut za povijest umjetnosti i Institut za arheologiju. 
Zagreb je također sjedište HAZU–a, Hrvatske akademije znanosti i umjetnosti koju je 1866. osnovao đakovački biskup Josip Juraj Strossmayer.

#### Srednje škole i gimnazije
U Zagrebu djeluje 100 srednjih škola, od čega je 31 gimnazija.

## Kultura
Zagreb je najveće kulturno središte Hrvatske. U gradu se nalazi više ustanova koje su tradicijom stekle velik prestiž. U glazbi je to Koncertna dvorana Vatroslava Lisinskog, u svijetu kazališta, baleta i opere Hrvatsko narodno kazalište, a među knjižnicama Nacionalna i sveučilišna knjižnica. Među brojnim kvalitetnim muzejima i galerijama, po kulturnome odjeku izložaba možda se najviše ističu Klovićevi dvori.

### Knjižnice
U Zagrebu se nalaze Nacionalna i sveučilišna knjižnica, Knjižnice grada Zagreba,  Gradska knjižnica, Knjižnica "Andrija Štampar",  Knjižnica Knežija, ZAGRABIENSIA zavičajna zbirka Zagrepčana, Knjižnice Vladimir Nazor i Knjižnica Medveščak, Knjižnica i čitaonica Bogdan Ogrizović.
Pri Knjižnici i čitaonici "Bogdan Ogrizović" djeluje Središnja knjižnica Albanaca u Hrvatskoj, a pri Knjižnicama grada Zagreba djeluje Središnja knjižnica Rusina i Ukrajinaca u Hrvatskoj.

### Muzeji i galerije
Zagrebački muzeji čuvaju više od 3,6 milijuna izložaka u više od trideset zbirki, od javnih i crkvenih muzeja do osobnih zbirki i galerija. Više desetaka privatnih manjih i većih galerija nalazi se gotovo u svim dijelovima grada.
Arheološki muzej u Zagrebu (Zrinjevac 19) čuva gotovo 400 000 artefakata stečenih iz različtih izvora u stoljetnome razdoblju. Najpoznatija je Egipatska zbirka s tzv. Zagrebačkom mumijom, koja je uvijena u tkaninu s najstarijim etruščanskim natpisom na svijetu (Liber Linteus Zagrabiensis, tj. „Zagrebačka lanena knjiga”).
Od umjetničkih muzeja najznačajniji je Muzej za umjetnost i obrt (Trg Republike Hrvatske 10), osnovan 1880. godine, u kojemu su zbirke povijesnoga pokućstva i obrta, a danas brojem artefakata čine najbogatiji muzej u Hrvatskoj. Povijesno slikarstvo i kiparstvo od 14. do 19. stoljeća može se vidjeti u Strossmayerovoj galeriji starih majstora (Zrinjevac 11) u sklopu HAZU–a i Muzeju Mimara, donaciji skupljača Ante Topića Mimare gradu Zagrebu, koja je otvorena 1987. godine u nekadašnjoj zgradi IV. gimnazije.
Potonja sadrži 3750 djela iz različitih kultura i civilizacija. Moderna galerija (Hebrangova 1) je umjetnička zbirka hrvatskih slikara i kipara 19. i 20. stoljeća. Od drugih umjetničkih muzeja, tu je Atelier Ivana Meštrovića (Mletačka 8) sa skulpturama, crtežima i litografijama najznačajnijega hrvatskog umjetnika 20. stoljeća. Potom Hrvatski muzej naivne umjetnosti, kao i Muzej suvremene umjetnosti, čije je nova zgrada otvorena 2009. u Novom Zagrebu.
U Zagrebu se nalaze i dva bogata povijesna muzeja. Muzej grada Zagreba (Opatička 20), osnovala je Družba Braće hrvatskog zmaja, a smješten je u obnovljenom zdanju bivšega samostana klarisa iz 17. stoljeća. Muzej tematizira kulturnu, gospodarsku i političku povijest Zagreba od rimskih vremena do najnovijega doba. Tu je i Hrvatski povijesni muzej u palači Vojković (Matoševa 9).
Od drugih muzeja, značajni su Hrvatski prirodoslovni muzej, Tehnički muzej te Etnografski muzej. Vrijedne zbirke čuvaju i Hrvatski školski muzej, Gliptoteka HAZU i Kabinet grafike HAZU.
Najposjećenije izložbe svjetskih umjetnika nudi galerija Klovićevi dvori, a stogodišnje iskustvo u tome smislu ima Umjetnički paviljon.

### Kazališta
Prve kazališne predstave održavale su se u Zagrebu još u 18. stoljeću, a prva kazališna zgrada podignuta je 1833. godine. Danas u Zagrebu postoji dvadesetak stalnih i sezonskih kazališta. Hrvatsko narodno kazalište, otvoreno 1895. godine, ima najveći prestiž u izvedbi povijesnih djela, drame, opere i baleta. Osim HNK najpopularniji su Gradsko dramsko kazalište Gavella, Gradsko kazalište Komedija, Zagrebačko kazalište mladih, Teatar Exit i Satiričko kazalište Kerempuh. Postoje specijalizirana kazališta za dječju publiku (Kazalište Trešnja, Kazalište Mala scena), dok ih je nekolicina smještena izvan centra grada i usmjerena na publiku iz većih gradskih četvrti (Trešnjevka, Dubrava). Tijekom ljeta, razna se kazališna i koncertna događanja odvijaju pod vedrim nebom, a najpoznatije je Zagrebačko histrionsko ljeto na Opatovini.

### Koncerti i festivali
Zagreb je mjesto održavanja više festivala sa svjetskim značenjem, kao što su Animafest – svjetski festival animiranoga filma koji se održava svake parne godine, INmusic festival – jedan od najvećih glazbenih festivala na otvorenome (open-air) u Hrvatskoj koji se održava svake godine krajem lipnja, Međunarodna smotra folklora, kazališni festival Eurokaz, te Festival suvremenog plesa.
Zagreb ima i filmski festival, Zagreb Film Festival, a posebno je zanimljiv ZagrebDox, festival dokumentarnoga filma. Od bitnih izložaba recentnog vizualnog izričaja, tu je Zagrebački salon. Od glazbenih festivala, tu je Zagrebfest, jedna od najstarijih manifestacija hrvatske pop glazbe, potom festival avangardne glazbe Muzički biennale Zagreb svake neparne godine te Festival Zagrebačke filharmonije. Od 1996. se na ulicama središta Zagreba održava Cest is d'Best, međunarodni multimedijski festival uličnih zabavljača. Ljeti se također održavaju koncerti na otvorenom, većinom na Gornjemu gradu (Ljeto na Gornjem gradu).
Najpoznatija koncertna dvorana u Zagrebu je Koncertna dvorana Vatroslav Lisinski, izgrađena 1973. i nazvana po znamenitome skladatelju prve hrvatske opere Vatroslavu Lisinskom. Dvorana je bila i mjesto održavanja Eurosonga 1990. godine. Veći koncerti zabavne glazbe održavaju se u Domu sportova i u Areni Zagreb. Na Trgu kralja Tomislava (Tomislavcu) ljeti se održavaju koncerti klasične glazbe, operne i operetne izvedbe i sl. (Zagreb Classics). Hrvatski glazbeni zavod također je mjesto održavanja brojnih koncerata klasičnih glazbenika, osobito mladih.
Od ostalih događanja poznata je izložba cvijeća Floraart (krajem srpnja i početkom lipnja), te Old-timer Rally, koji se održavaju jednom godišnje. Posebno je zanimljiv Markov sajam, tj. sajam starih obrta i zanata koji se izvorno održavao na Trgu sv. Marka, nekada glavnomu gradskom trgu, a danas na Trgu bana Jelačića.

### Moda
Obrtnička modna revija Zlatna igla održava se od 1936. To je najstariji domaći modni događaj. Svoje radove pokazuju dizajneri obrtnici i srodne struke – frizeri, kozmetičari, postolari, krznari, klobučari i zlatari te Sekcija cvjećara Udruženja obrtnika grada Zagreba, koja se na modnoj reviji 2017. po prvi put predstavila kolekcijom „cvjetnih haljina”. Cro-à-Porter je drugi značajni modni događaj.

## Mediji
Zagreb je medijsko središte Hrvatske. U njemu je sjedište Hrvatske radiotelevizije. HRT je nastala spajanjem Hrvatskoga radija, pokrenutoga 1926. godine i Hrvatske televizije, osnovane kao Televizija Zagreb 1956. godine. Sjedište HRT-a sa studijima smješteno je na adresi Prisavlje 3, a sam naziv Prisavlje se prema tome u medijskomu žargonu upotrebljava i kao sinonim za upravni establishment televizije. 
U Zagrebu djeluju i dvije privatme televizijske postaje: Nova TV (studiji na Remetinečkoj cesti 139), u vlasništvu međunarodne kompanije CME, te RTL Televizija (studiji u Krapinskoj 45), u vlasništvu RTL grupe. U Zagrebu je također sjedište manjih privatnih lokalnih televizija, OTV–a i Z1 Televizije, koje su sadržajima usmjerene na Zagreb i okolicu (Zagrebačku županiju). U Zagrebu su i prva sportska televizija u Hrvatskoj SPTV i glazbena televizija Croatian Music Channel (CMC).
U Zagrebu djeluje i niz radijskih postaja, od kojih su u javnome vlasništvu: Hrvatski radio na 3 kanala u sklopu HRT-a i Radio Sljeme, te niz privatnih radiopostaja.
Prve dnevne novine počele su izlaziti u Zagrebu još 1784. godine (Agramer deutsche Zeitung). Danas je Zagreb sjedište najvećih novinskih kuća u Hrvatskoj. Kapitalom je najsnažnija kompanija Europapress Holding (EPH), sa sjedištem u Koranskoj ulici 2, koja izdaje pet dnevnih novina i 30 časopisa. Najtiražnije dnevne novine su Jutarnji list i Sportske novosti u vlasništvu EPH, te Večernji list (osnovan 1959.) i 24sata, u sastavu austrijskoga medijskog koncerna Styria Medien AG. Značajan je bio i Vjesnik.
U Zagrebu je sjedište i brojnih mrežnih portala.

## Šport
U Zagrebu djeluju brojni profesionalni, ali i amaterski športski klubovi. Osvajači barem jednog europskoga trofeja jesu: 
nogometni klub GNK Dinamo, košarkaški klub Cibona, rukometni klubovi ŽRK Lokomotiva, ŽRK Trešnjevka i RK Zagreb, odbojkaški klub HAOK Mladost, vatepolski klub HAVK Mladost, klubovi rukometa na pijesku Detono Zagreb i KRP Kontesa Nera, stolnoteniski klubovi Dr. Časl, HASTK Mladost i GSTK Zagreb, futsal klub Uspinjača, kuglački klubovi Grmoščica i Medveščak 1958, boćarski klub BK Zrinjevac i karate klub Tempo. Igračice ženskoga kluba hokeja na ledu KHL Grič koje su činile cjelokupnu hrvatsku žensku reprezentaciju hokeja na ledu 2007. postale su kao hrvatska reprezentacija svjetske prvakinje u IV. jakosnoj skupini te godine.

Od poznatijih profesionalnih klubova još valja istaknuti nogometne klubove: Zagreb, Lokomotivu, Hrvatski drgovoljac i Rudeš, vaterpolski klub Medveščak, hokejašku momčad Medveščak koja je nastupala u KHL-u, te veslačke, atletske i ine klubove.
U Zagrebu postoje brojni športski objekti i športsko-rekreacijski centri (Šalata, Jarun, Mladost, Svetice, itd.). Najveći broj takvih objekata izgrađen je ili preuređen za potrebe Univerzijade 1987. godine. Jedna od najpoznatijih športskih dvorana u Zagrebu je Dom sportova, koja sadrži 6 dvorana, najveće dvije mogu primiti 5000 i 3100 gledatelja. Popularna Cibona, to jest Košarkaški centar Dražen Petrović prima oko 5400 posjetitelja. U prosincu 2008. dovršena je Arena Zagreb koja može primiti do 16 300 gledatelja te predstavlja najveći zatvoreni objekt za održavanje športskih manifestacija u Hrvatskoj. Najveći nogometni stadion u Zagrebu je Stadion Maksimir (35 123 sjedeća mjesta) na kojemu utakmice igra GNK Dinamo. Jedini velodrom na području Hrvatske nalazi se u Zagrebu, Velodrom Zagreb. Zagrebački hipodrom otvoren je 1950. godine.
Održavaju se trkačke utrke s desetljećima dugom tradicijom: Supermaraton Zagreb – Čazma (od 1976.), Kros Sportskih novosti (od 1984.), polumaraton Memorijal Ivan Starek (od 1987.), planinska utrka Boroša (od 1990.), Zagrebački maraton (od 1992.), Zagrebački polumaraton (od 1993.), trail utrka Sljemenski maraton (od 2000.), offroad polumaraton Savski Hendrix polumaraton (obnovljena 2009., prvi polumaraton 1997., začetak utrke 1982.); te utrka Zagrepčanka 512 (od 2012.; utrka Zagrepčankinim stubištem) koja je dio TWA-ina Svjetskoga kupa.
Domaćin je atletskih natjecanja Hanžekovićev memorijal i Međunarodni atletski miting „Dinamo-Zrinjevac” (od 1974.), najstarijega natjecanja u umjetničkom klizanju na svijetu Zlatne piruete, utrka Svjetskog kupa u alpskome skijanju Snježne kraljice i Snježnoga kralja na sljemenskome Crvenom spustu, Svjetskoga kupa u obaranju ruke ZG Strong, najstarijega brzopoteznog šahovskog turnira u Europi, Memorijala prvog hrvatskog velemajstora Mije Udovčića, plivačkih natjecanja Zlatni medvjed (od 1986.) i Mladost (od 1973.), stolnoteniskoga turnira iz Challenge serije Zagreb Open te Zagipinga (od 1954.), najjačih hrvatskih crossminton i badminton turnira Crossminton Croatian Opena odnosno Croatian International i Croatia Open.
Povremeno se održavaju šahovski turniri Turnir mira i Croatia GCT, najjači šahovski turniri na području Hrvatske i jedni od najjačih round robin turnira u svijetu.
Održavaju se i turniri u borilačkim sportovima: Zagreb Open (judo) (od 2002.), Grand Prix Zagreb (judo) (od 2014.), Europski kadetski judo kup Zagreb (od 2007.), Zagreb Open (boks) (od 2012.), Croatia Open (WTF taekwondo) (od 1995.), Zagreb Open (WTF taekwondo), Croatia Open (kickboks) (od 1997.), hrvački Grand Prix Zagreb Open (od 2014.), Zagreb International Pro Jiu-Jitsu Championship, karate turniri Croatia Karate Cup – Super Eight (od 1996.) i Zagreb Karate Fest – Top Ten (od 2003.) od kojih su oba pozivni turniri jedinstvenog formata i među najjačim turnirskim natjecanjima za muškarce odnosno žene u karateu.
Održavaju se i kajakaška i veslačka natjecanja s dugom tradicijom: Štefanjski spust (od 1971.), dva međunarodna kajakaška maratona Brežice – Zagreb (od 1970.) i Samoborski Otok – Zagreb (od 1968.) te međunarodna veslačka regata Croatia Open (od 1984.), kao i Svjetski kup u veslanju na Jarunu.
Dugi niz godina na Jarunu se održavao Zagreb Open plivački maraton. Na Jarunu se održava jedan od najdugovječnijih hrvatskih triatlona Zagreb Open (od 1997.). Jarun ugošćuje i jedriličarske regate Kepertov memorijal (od 1989.), Velika nagrada grada Zagreba (od 1993.), Zagrebačka proljetna regata (od 1996.). Zagrebačka regata krstaša organizira se od 1983. na različitim lokacijama na Jadranu.
Ugošćuje INA Delta Rally od 1974. godine te se održavao cijenjeni Inin međunarodni ženski auto rally.
Održava se najveći i najmasovniji turnir ulične košarke u Hrvatskoj – Noćni hakl (od 2009.); igra se u formatu košarke 3 na 3. Dva najveća hrvatska turnira u rukometu na pijesku te među najjačima u Europi su Jarun kup (od 2008.) i Zagreb Open (rukomet na pijesku) (od 2004.), a drugi je ujedno i jedan od najdugovječnijih hrvatskih turnira u rukometu na pijesku.
Održavali su se teniski turniri: turnir ATP 250 serije Zagreb Indoors, turnir ATP Challenger Toura Zagreb Open i turnir ITF Women's Circuita Zagreb Ladies Open.
Održavaju se malonogometni turniri duge tradicije: Kutija šibica (od 1970.), Malonogometni turnir 'Miholje'  (od 1962.), KOCKA Prečko (od 1979.), ženski Međunarodni malonogometni turnir Agram (od 2001.)...
CSIO Kup nacija održava se povremeno na Hipodromu Zagreb od 1996. Zagreb Grand Prix je povremeno bodovan za FEI Show Jumping World Cup u pojedinačnoj konkurenciji.
U nekoliko navrata održan je ISSF–ov Svjetski streljački kup. Održan je Svjetski kup u športskoj gimnastici 1982. godine.
2018. otvorena je prva atletska dvorana u Hrvatskoj s kružnom stazom. Nalazi se u paviljonu 1 Zagrebačkoga velesajma.

## Razvrstavanje gradskih četvrti po poštanskim brojevima
10000 Zagreb
- Črnomerec
- Donji grad
- Gornji grad – Medveščak
- Maksimir
- Peščenica – Žitnjak – (10373 Ivanja Reka)
- Podsljeme
- Trešnjevka – jug
- Trešnjevka – sjever
- Trnje

10010 Zagreb – Sloboština
- Novi Zagreb – istok

10020 Zagreb – Novi Zagreb, 10250 Lučko, 10251 Hrvatski Leskovac
- Novi Zagreb – zapad

10040 Zagreb – Dubrava
- Donja Dubrava
- Gornja Dubrava

10090 Zagreb – Susedgrad
- Podsused – Vrapče
- Stenjevec

10253 Donji Dragonožec, 10257 Brezovica
- Brezovica

10360 Sesvete, 10361 Sesvetski Kraljevec, 10362 Kašina, 10363 Belovar
- Sesvete

## Gradovi prijatelji
Zagreb ima uspostavljenu prijateljsku suradnju sa sljedećim gradovima:
| - Mainz, Njemačka (1967.) - Sankt Peterburg, Rusija (1968.) - Tromsø, Norveška (1971.) - Kyoto, Japan (1972.) - Kraków, Poljska (1975.) - Lisabon, Portugal (1977.) - Pittsburgh, SAD (1980.) - Šangaj, Kina (1980.) | - Bologna, Italija (1984.) - Budimpešta, Mađarska (1994.) - Beč, Austrija (1994.) - Sarajevo, Bosna i Hercegovina (2001.) - Ljubljana, Slovenija (2001.) - Beograd, Srbija (2003.) - Podgorica, Crna Gora (2006.) - London, Ujedinjeno Kraljevstvo (2009.) |

## Galerija
- Spomenik banu Jelačiću na Trgu bana Josipa Jelačića
- Glazbeni paviljon na Zrinjevcu
- Zdenac Manduševac na Trgu bana Jelačića
- Spomenik kralju Tomislavu na istoimenom trgu
- Zdenac života kipara Ivana Meštrovića ispred HNK
- Muzej Mimara
- Leksikografski zavod Miroslav Krleža
- Jelačićev trg noću

## Zanimljivosti

### Zelenilo
U Zagrebu postoji je 2017. bilo 165 000 stabala, koja su pokrivala 14 milijuna četvornih metara površine te 18 000 klupa za sjedenje uz zelene površine. Od 266 zabilježenih vrsta drveća, najčešće su: obična breza, gorski javor, javorolisna platana i crni bor.
Josip Rogin patentirao je u SAD-u 1995. ružinu sortu „Zagreb 900”.

### Ptice
Na području Zagreba zabilježeno je 100 vrsta gnjezdarica (najbrojnije su pjevice s 57 vrsta), 6 vrsta grabljivica, 7 vrsta djetlića, 16 vrsta močvarica i 14 vrsta iz ostalih porodica. Više od 30 vrsta ptica imaju Maksimir, Jarun, Savica, Bundek i Tuškanac.

#### Popis gnjezdarica
- Accipiter gentilis – jastreb
- Accipiter nisus – kobac
- Acrocephalus arundinaceus – veliki trstenjak
- Acrocephalus palustris – trstenjak mlakar
- Aegithalos caudatus – dugorepa sjenica
- Alauda arvensis – poljska ševa
- Alcedo atthis – vodomar
- Anas platyrhynchos – divlja patka
- Apus apus – čiopa
- Asio otus – mala ušara
- Buteo buteo – škanjac
- Carduelis carduelis – češljugar
- Carduelis chloris – zelendur
- Carduelis cannabina – juričica
- Certhia brachydactyla – dugokljuni puzavac
- Charadrius dubius – kulik sljepčić
- Chlidonias hybridus – bjelobrada čigra
- Ciconia ciconia – roda
- Cinclus cinclus – vodenkos
- Coccothraustes coccothraustes – batokljun
- Columba livia forma domestica – gradski golub
- Columba palumbus – golub grivnjaš
- Corvus cornix – siva vrana
- Corvus frugilegus – gačac
- Corvus monedula – čavka
- Coturnix coturnix – prepelica
- Crex crex – kosac
- Cuculus canorus – kukavica
- Cyanistes caeruleus – plavetna sjenica
- Cygnus olor – crvenokljuni labud
- Delichon urbicum – piljak
- Dendrocopos major – veliki djetlić
- Dendrocopos medius – crvenoglavi djetlić
- Dendrocopos minor – mali djetlić
- Dryocopus martius – crna žuna
- Emberiza citrinella – žuta strnadica
- Erithacus rubecula – crvendać
- Falco peregrinus – sivi sokol
- Falco subbuteo – sokol lastavičar
- Falco tinnunculus – vjetruša
- Ficedula albicollis – bjelovrata muharica
- Fringilla coelebs – zeba
- Fulica atra – liska
- Galerida cristata – kukmasta ševa
- Gallinula chloropus – mlakuša
- Garrulus glandarius – šojka
- Hirundo rustica – lastavica
- Ixobrychus minutus – čapljica voljak
- Jynx torquilla – vijoglav
- Lanius collurio – rusi svračak
- Larus ridibundus – riječni galeb
- Lophophanes cristatus – kukmasta sjenica
- Luscinia megarhynchos – slavuj
- Merops apiaster – pčelarica
- Motacilla alba – bijela pastirica
- Motacilla cinerea – gorska pastirica
- Motacilla flava – žuta pastirica
- Muscicapa striata – siva muharica
- Netta rufina – patka gogoljica
- Oenanthe oenanthe – sivkasta bjeloguza
- Oriolus oriolus – vuga
- Otus scops – ćuk
- Parus major – velika sjenica
- Passer domesticus – vrabac
- Passer montanus – poljski vrabac
- Perdix perdix – trčka
- Phasianus colchicus – fazan
- Phylloscopus collybita – zviždak
- Phylloscopus sibilatrix – šumski zviždak
- Phoenicurus ochruros – mrka crvenrepka
- Phoenicurus phoenicurus – šumska crvenrepka
- Pica pica – svraka
- Picus canus – siva žuna
- Picus viridis – zelena žuna
- Podiceps cristatus – ćubasti gnjurac
- Poecile palustris – crnoglava sjenica
- Periparus ater – jelova sjenica
- Regulus regulus – zlatoglavi kraljić
- Remiz pendulinus – sjenica mošnjarka
- Riparia riparia – bregunica
- Saxicola rubetra – smeđoglavi batić
- Saxicola torquatus – crnoglavi batić
- Serinus serinus – žutarica
- Sitta europaea – brgljez
- Sterna albifrons – mala čigra
- Sterna hirundo – crvenokljuna čigra
- Streptopelia decaocto – gugutka
- Streptopelia turtur – grlica
- Strix aluco – šumska sova
- Sturnus vulgaris – čvorak
- Sylvia atricapilla – crnokapa grmuša
- Sylvia communis – grmuša pjenica
- Sylvia curruca – grmuša čevrljinka
- Sylvia nisoria – pjegava grmuša
- Tachybaptus ruficollis – mali gnjurac
- Turdus merula – kos
- Turdus philomelos – drozd cikelj
- Turdus viscivorus – drozd imelaš
- Troglodytes troglodytes – palčić
- Vanellus vanellus – vivak

## Također pogledajte
- Zagrebačka nadbiskupija
- Zagrebačka županija
- Zagrebačka županija (1201. – 1924.)
- Dodatak:Popis zagrebačkih gradonačelnika

## Vanjske poveznice
- Službene stranice grada Zagreba
- Turistička zajednica grada Zagreba
- Zagrebačka županija
- ZagrebNET Mrežni portal Muzeja grada Zagreba

|  | Portal Hrvatske – Pristup člancima s tematikom o Hrvatskoj. |